# 湿り空気
湿り空気または湿潤空気(Moist Air, Humid Air)とは、空気と水蒸気の混合気体である。対して、水分を取り除いた空気を乾き空気という。
乾き空気は窒素、酸素、アルゴン等の混合気体であるが、通常の環境において水分はアルゴンより多く含まれていることもある。また湿り空気のもつ熱量の多くは水分に左右されるため、気象、空調などの分野では湿り空気の状態を考えることが必要となる。

## 用語
水蒸気分圧気象分野では水蒸気張力とよばれる。湿り空気中の水蒸気が示す分圧。
飽和湿り空気湿り空気中の水蒸気分圧がその温度の飽和蒸気圧に等しく、それ以上蒸気として水分を含むことができない状態の湿り空気。
不飽和湿り空気飽和湿り空気ではなく、空気中に過熱蒸気が混入している湿り空気。

## 湿り空気の状態を表す物理量
標準状態（大気圧かつ常温）付近ではかわき空気も水蒸気も理想気体と考えて差し支えなく、それらの混合気体である湿り空気も理想気体とされる。標準気圧下で乾球温度 td と（重量）絶対湿度 x とが与えられた時、他の物理量は以下のように計算される。ただし温度はセルシウス度とする。
- 比エンタルピーh
水蒸気のエンタルピーは0°Cの飽和水のそれを基準値 0 とし、「0℃から飽和蒸気温度まで液体水を過熱する熱量」＋「飽和蒸気温度の飽和水から飽和蒸気にするまでの蒸発潜熱」＋「飽和蒸気から与えられた温度の蒸気にするまでの顕熱」で求められるが、通常は「0℃の飽和水を0℃の飽和蒸気にする蒸発潜熱ΔH（約2500 kJ/kg）」＋「0℃の飽和蒸気を与えられた温度の蒸気にするための顕熱」で近似[3]される。したがって湿り空気のエンタルピーは次式で計算される。
{\displaystyle h=c_{\mathrm {air} }t_{\mathrm {d} }+x(c_{\mathrm {vapor} }t_{\mathrm {d} }+\Delta h)}
ここでcair, cvaporはそれぞれ空気、水蒸気の比熱
- 水蒸気圧ev
ドルトンの法則より次式が導かれる。
{\displaystyle e_{\mathrm {v} }=p_{0}{\frac {xR_{\mathrm {vapor} }}{R_{\mathrm {air} }+xR_{\mathrm {vapor} }}}}
ここでRair, Rvaporはそれぞれ空気、水蒸気の気体定数、p0は大気圧
- 比容積v
理想気体の状態方程式を用いて、温度 td を絶対温度に直すことで比容積が計算できる。
{\displaystyle v=(R_{\mathrm {air} }+xR_{\mathrm {vapor} })(t_{\mathrm {d} }+273.15)/p_{0}}
- 相対湿度φ
{\displaystyle \phi ={\frac {e_{\mathrm {v} }}{e_{\mathrm {sv} }(t_{\mathrm {d} })}}}
ここでesv(td)は湿り空気の乾球温度に対応する飽和水蒸気圧であり、アントワン式やTetens式、JIS Z 8806などで各種の実験式が提案されている。
- 湿球温度tw
湿球温度twは次のSprungの式より逆算する。
{\displaystyle e_{\mathrm {v} }=e_{\mathrm {sv} }(t_{\mathrm {w} })-Ap_{0}(t_{\mathrm {d} }-t_{\mathrm {w} })}
ここでA は乾湿計係数であり、おおよそ水の比熱を蒸発熱で割った値として求められる（ルイスの関係#応用を参照）。